# Godfried Donkor
Godfried Donkor (Kumasi, Ghana, 1964) és un artista d'origen africà. El 1972 es trasllada a Londres on estudia Belles Arts al St Martins College of Art (1989). Entre 1991 i 1992, desenvolupa estudis de postgrau a l'Escola Massana de Barcelona becat per la UNESCO. El 1995 obté el Màster en Història de l'Art Africà a l'Escola d'Estudis Orientals i Africans de la Universitat de Londres. El 1998, és guardonat amb el Prix de la Revelation de la Biennal de Dakar, i el 2004, obté el Premi de Arts Council of England, Research and Development.
Actualment, Godfried Donkor viu i treballa a Londres, fonamentalment en el camp de la pintura i darrerament, s'ha introduït en el camp del vídeo. Reconegut, principalment, pels seus collages de tècnica mixta i gravats, la seva obra es focalitza en la iconografia dels mitjans de comunicació de masses.. Donkor ha exposat individualment a Bèlgica, França, Alemany, Ghana, Senegal, Suècia, Sud-àfrica, el Regne Unit i els Estats Units; i ha participat en diverses exposicions internacionals i biennals d'art com Venècia (2001), La Habana (2000) i Dakar (1998).